# 25178 Shreebose
25178 Shreebose este un asteroid din centura principală de asteroizi.

## Descriere
25178 Shreebose este un asteroid din centura principală de asteroizi. A fost descoperit pe 26 septembrie 1998 la Socorro, New Mexico, în cadrul proiectului LINEAR. Asteroidul prezintă o orbită caracterizată de o semiaxă mare de 2,39 ua, o excentricitate de 0,19 și o înclinație de 3,6° în raport cu ecliptica.